# 核技术

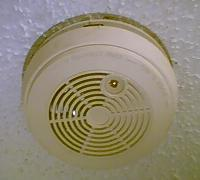
对一些人来说，烟雾探测器是最常见的核技术的应用

核技术是关于原子核的核反应技术，其中比较重要和已经投入实用的有核动力、核医学和核武器。核技术的应用十分广泛，烟雾探测器、瞄准具等也都运用了核技术。

## 历史和科学背景

### 发现
1896年，亨利·贝克勒尔调查铀盐磷光时，发现了后来被称为放射性的新现象。他、皮埃尔·居里和玛丽·居里开始调查这一现象，并在此过程中分离出了具有高度放射性的镭元素。他们发现，放射性物质会产生强烈而具穿透性的三种射线，并以希腊字母α、β和γ命名。有些种类的辐射可以穿过普通物质，而大量辐射都可有害。所有的早期研究人员都受到了晒伤一样的各类辐射灼伤，但并没有为此留心。
庸医们注意到了放射性的这些新现象（就像早期电和磁的发现那样），于是提出了许多涉及放射性的专利药物和治疗。
人们逐渐认识到，放射性衰变产生的辐射是电离辐射，而即便是极小剂量的辐射也可能造成严重的长期危害。许多从事放射性的科学家都因暴露于辐射而死于癌症。放射性专利药物大多消失了，但放射性物质的其他应用仍然存在，例如使用镭盐在仪表上产生发光表盘。
随着人们对原子的认知加深，放射性的性质变得更加清晰。一些较大的原子核并不稳定，因此在随机时间间隔之后发生衰变（释放物质或能量）。贝克勒尔和居里发现的三种辐射也得到了更充分的了解。α衰变时，原子核释放α粒子，α粒子由两个质子和两个中子构成，相当于氦核。β衰变则释放β粒子，即高能电子的释放。γ衰变释放γ射线，这一射线不是物质，而是高频率的电磁辐射，即能量，这种类型的辐射是最危险、最难以阻挡的。所有三种辐射都会在某些元素中自然出现。

### 核裂变
在自然核辐射中，副产物与其产生的核子相比非常小。核裂变是将核分裂成大致相等的部分，并在该过程中释放能量和中子的过程。如果这些中子被另一个不稳定的核捕获，则它们也可以引发进一步裂变，导致链式反应。

### 核聚变
如果核子被迫互相碰撞，它们可能会发生核聚变。该过程可以释放也可以吸收能量。由于组成原子的核子越多，它的核结合能就越高，所以当所得到的核子比铁核更轻时，聚变通常会释放出能量；当核子比铁核重时则通常会吸收能量。恒星就从氢和氦的聚变中获得能量。

## 核武器
核武器是一种爆炸性武器，它的破坏力来自核反应（核裂变，或核裂变与核聚变的组合）。两种反应都从相对少量的物质中释放出巨大的能量。即使是小型核装置也可以通过爆炸、火灾和辐射等破坏一个城市。核武器被认为是大规模杀伤性武器，自出现以来，其使用和控制一直是国际政策的一个主要关注点。

## 民用

### 核电
核电是有关控制利用核裂变释放能量的核技术，包括核动力推进系统、核能产热、核能产电等。
目前，核电提供了世界电力的约10.6％（2016年），并用于推进航空母舰，破冰船和潜艇（迄今为止，一些港口的经济和恐惧阻碍了运输船舶使用核动力）。所有核电厂都使用核裂变，目前没有人工核聚变作为电力来源。

### 核医学
核技术的医疗应用分为诊断和放射治疗。
成像 - 电离辐射在医学中的最大用途是在医学放射线照相术中使用x射线对人体内部进行成像。这是人类暴露辐射下的最大人造来源。 医疗和牙科X射线成像仪使用钴-60或其它X射线源。许多放射性药物被使用，有时附着于有机分子，用作人体中的放射性示踪剂或造影剂。
辐射也可用放射治疗法被用于治疗疾病。

### 工业应用
因为一些电离辐射可以穿透物质，它们被用于许多的测量方法。作为无损检测和检查的手段，X射线和γ射线用于工业射线成像以生成固体产品内部的图像。待放射线照相的物体被放置在放射源和盒中的照相胶片之间。在一定的曝光时间之后，该胶片被显影并且显示该材料的任何内部缺陷。
放射性示踪剂 - 因为放射性同位素在化学上表现，大多像非活性元素，某种化学物质的行为可以被用于跟踪放射性。 例子：
- 在封闭系统中将γ示踪剂添加到气体或液体中使得可以在管道中找到孔。
- 将示踪剂添加到电动机的部件的表面使得可以通过测量润滑油的活性来测量磨损。

石油和天然气勘探 - 核测井用于帮助预测新井或现有井的商业可行性。该技术涉及使用中子或伽马射线源和辐射检测器，其被降低到钻孔中以确定周围岩石的性质，例如孔隙率和光刻。
道路建设 - 核水分/密度计用于确定土壤，沥青和混凝土的密度。通常使用铯-137作为辐射源。